# Elecciones municipales de San Juan (Puerto Rico) de 2024
Las elecciones municipales de San Juan de 2024 se realizarán el 5 de noviembre de 2024. En estas se elegirá al alcalde y a la Legislatura Municipal  para el cuatrienio que transcurre desde el comienzo del 2025 hasta el 2029.

## Sistema electoral
El alcalde es elegido por sufragio universal directo por mayoría simple. Los 17 miembros de la Legislatura Municipal son elegidos por voto único no transferible utilizando como circunscripción al municipio. El segundo partido que más votos obtenga está garantizado al menos 2 escaños en la legislatura y el tercero al menos 1, por lo que la mayor cantidad de escaños que puede obtener un partido son 14.

## Candidatos

### Candidatos oficiales
| Partido | Partido                                         | Candidatos | Candidatos                 | Cargos ocupados |
| ------- | ----------------------------------------------- | ---------- | -------------------------- | --- |
|         | Partido Nuevo Progresista                       |            | Miguel Romero Lugo         | Alcalde de San Juan (desde 2021) Senador (2017-2021) Secretario de la Gobernación (2012-2013) Secretario del Trabajo y Recursos Humanos (2009-2013) |
|         | Movimiento Victoria Ciudadana (Alianza de País) |            | Manuel Natal Albelo        | Coordinador general del MVC (2021-2024) Representante (2013-2021)                                                                                   |
|         | Partido Popular Democrático                     |            | Terestella Gonzalez Denton | Directora Ejecutiva de la Compañía de Turismo de Puerto Rico (2005-2009)                                                                            |
|         | Proyecto Dignidad                               |            | Maidalys Irizarry Villegas | |
|         | Independiente                                   |            | José Vargas                | |

## Encuestas
| Encuestadora                                 | Fechas                                | Tamaño de la muestra | Margen de error | Miguel Romero (PNP) | Manuel Natal (MVC-PIP) | Terestella González Denton (PPD) | Maidalyz Irizarry Villegas (PD) | José F. Vargas Cruz (Ind.) | Otros | Indecisos |
| -------------------------------------------- | ------------------------------------- | -------------------- | --------------- | ------------------- | ---------------------- | -------------------------------- | ------------------------------- | -------------------------- | ----- | --------- |
| Encuestadora                                 | Fechas                                | Tamaño de la muestra | Margen de error |                     |                        |                                  |                                 |                            | Otros | Indecisos |
| Lit Data PR                                  | 25 de octubre-1 de noviembre de 2024  | 800 (A)              | ± 3,39 %        | 42.19 %             | 33.53 %                | 17.14 %                          | 0.91 %                          | —                          | —     | 6.23 %    |
| Gaither International/El Vocero/WAPA/WKAQ    | 1-16 de octubre de 2024               | 1,109 (A)            | ± 2,94 %        | 43 %                | 30 %                   | 7 %                              | 2 %                             | 3 %                        | 4 %   | 10 %      |
| Lit Data PR                                  | 18-25 de octubre de 2024              | 800 (A)              | ± 3,39 %        | 49 %                | 29 %                   | 21 %                             | 1 %                             | —                          | —     | —         |
| Lit Data PR                                  | 18-25 de octubre de 2024              | 800 (A)              | ± 3,39 %        | 41.70 %             | 30.13 %                | 17.45 %                          | 0.85 %                          | —                          | —     | 9.87 %    |
| El Nuevo Día and The Research Office         | 28 de septiembre-2 de octubre de 2024 | 500 (A)              | ± 4,0 %         | 35 %                | 33 %                   | 17 %                             | 5 %                             | 1 %                        | —     | 9 %       |
| Lit Data PR                                  | 21-27 de septiembre de 2024           | 800 (A)              | ± 3,39 %        | 33.33 %             | 21.88 %                | 10.63 %                          | —                               | —                          | —     | 34.16 %   |
| Lit Data PR                                  | 5-20 de septiembre de 2024            | 800 (A)              | ± 3,39 %        | 36.54 %             | 19.16 %                | 9.10 %                           | —                               | —                          | —     | 35.20 %   |
| Consultoría Académica e Investigación Social | 31 de agosto-3 de septiembre de 2024  | —                    | —               | 31 %                | 32 %                   | 16 %                             | 7 %                             | 1 %                        | 10 %  | 3 %       |
| Gaither International/El Vocero/WAPA/WKAQ    | 23 de junio-8 de julio de 2024        | 514 (A)              | ± 2,0 %         | 45 %                | 30 %                   | 7 %                              | 1 %                             | 2 %                        | —     | 12 %      |
| El Nuevo Día and The Research Office         | 20-25 de febrero de 2024              | ~1000 (A)            | ± 3,0 %         | 53 %                | 10 %                   | 24 %                             | —                               | —                          | 12 %  | 1 %       |

1. ↑  Leyenda:
A – todos adultos
VR – votantes registrados
VP – votantes probables
I – indefinido
2. ↑  Submuestra no determinada
3. ↑  Submuestra no determinada
4. ↑  10 % No votarán
5. ↑  Submuestra no determinada
6. ↑  Submuestra no determinada
7. ↑  Submuestra no determinada
8. ↑  10 % Ninguno
9. ↑  Submuestra no determinada

## Resultados

### Alcalde
|  | 46.91 % |

|  | 40.27 % |

|  | 10.55 % |

|  | 2.03 % |

|  | 0.25 % |

### Legislatura Municipal
|                                        |         |                                              |        |  |
| Partido                                | Partido | Candidato                                    | Votos  |  |
|                                        | PNP     | Ángela (Meyer) Maurano Debén (incumbente)    | 45,829 |  |
|                                        | PNP     | Gloria I. Escudero Morales (incumbente)      | 45,481 |  |
|                                        | PNP     | Camille Andrea García Villafañe (incumbente) | 45,255 |  |
|                                        | PNP     | Alba Iris Rivera Ramírez (incumbente)        | 45,168 |  |
|                                        | PNP     | Ada Clemente González (incumbente)           | 45,140 |  |
|                                        | PNP     | Nitza Suárez Rodríguez (incumbente)          | 45,126 |  |
|                                        | PNP     | Víctor Samuel Berríos Sierra                 | 45,049 |  |
|                                        | PNP     | Diego G. García Cruz (incumbente)            | 45,006 |  |
|                                        | PNP     | Carmen Socorro Torres Rodríguez (incumbente) | 45,000 |  |
|                                        | PNP     | Carlos Ramón Acevedo Acevedo (incumbente)    | 44,974 |  |
|                                        | PNP     | Luis A. Crespo Figueroa (incumbente)         | 44,884 |  |
|                                        | PNP     | Giorenid Leean González Núñez                | 44,764 |  |
|                                        | PNP     | Alberto J. Giménez Cruz (incumbente)         | 44,675 |  |
|                                        | PNP     | Milton Maury Martínez (incumbente)           | 44,499 |  |
|                                        | MVC     | Norma Devarie Díaz                           | 42,115 |  |
|                                        | MVC     | Daisy Sánchez Collazo                        | 42,038 |  |
|                                        | MVC     | Eileen Domenech Rodriguez                    | 41,634 |  |
|                                        | MVC     | Solymar Ruiz Márquez                         | 41,581 |  |
|                                        | MVC     | Carmen Montero Rivas                         | 41,565 |  |
|                                        | MVC     | Marielle De León Toledo                      | 41,360 |  |
|                                        | MVC     | Jean Carlos Curbelo Rodríguez                | 41,249 |  |
|                                        | MVC     | Pablo Defendini                              | 41,240 |  |
|                                        | MVC     | Jean René Santiago Cruz                      | 41,051 |  |
|                                        | MVC     | Ricardo Luis Ramos                           | 40,985 |  |
|                                        | MVC     | Michael Alexánder Taulé Pulido               | 40,971 |  |
|                                        | MVC     | Humberto Marchand Paonessa                   | 40,907 |  |
|                                        | MVC     | Alí Javier Tapia Vallés                      | 40,888 |  |
|                                        | MVC     | Thomás Antonio Olmo Velázquez                | 40,335 |  |
|                                        | PPD     | Ingrid C. Colberg Rodríguez                  | 16,034 |  |
|                                        | PPD     | José (Pepe) Varela                           | 15,490 |  |
|                                        | PPD     | Ana C. Rius                                  | 15,388 |  |
|                                        | PPD     | Belmarie Ortiz Ortiz                         | 15,282 |  |
|                                        | PPD     | Claribel Martínez Marmolejos                 | 15,268 |  |
|                                        | PPD     | José (Pepe) Ortiz                            | 15,237 |  |
|                                        | PPD     | Lydia Rivera                                 | 15,129 |  |
|                                        | PPD     | Isabel Rocío Díaz                            | 15,042 |  |
|                                        | PPD     | Angélica Marie Colón Alejandro               | 14,987 |  |
|                                        | PPD     | Orlando Franco Vargas                        | 14,893 |  |
|                                        | PPD     | Arivel Figueroa Acevedo                      | 14,706 |  |
|                                        | PPD     | José Luis Maldonado Rodríguez                | 14,704 |  |
|                                        | PPD     | Ernel Ramón González Álvarez                 | 14,676 |  |
|                                        | PPD     | Emilio Martínez                              | 14,582 |  |
|                                        | PD      | Jannette Suazo Castro                        | 4,161  |  |
|                                        | PD      | Margarita Cordero Colón                      | 4,034  |  |
|                                        | PD      | Annette M Solla Taule                        | 3,964  |  |
|                                        | PD      | Rubén Ríos Santiago                          | 3,952  |  |
|                                        | PD      | Rafael Raposo                                | 3,922  |  |
|                                        | PD      | Cristian García Rodríguez                    | 3,888  |  |
|                                        | PD      | Adria Vilaro López                           | 3,852  |  |
| Votos Totales                          |         |                                              |        |  |
| Fuente: Comisión Estatal de Elecciones |         |                                              |        |  |